# Borisoglebsk (Petsamo)
Ej att förväxla med Borisoglebsk, Voronezj oblast eller Borisoglebsk, Lettland

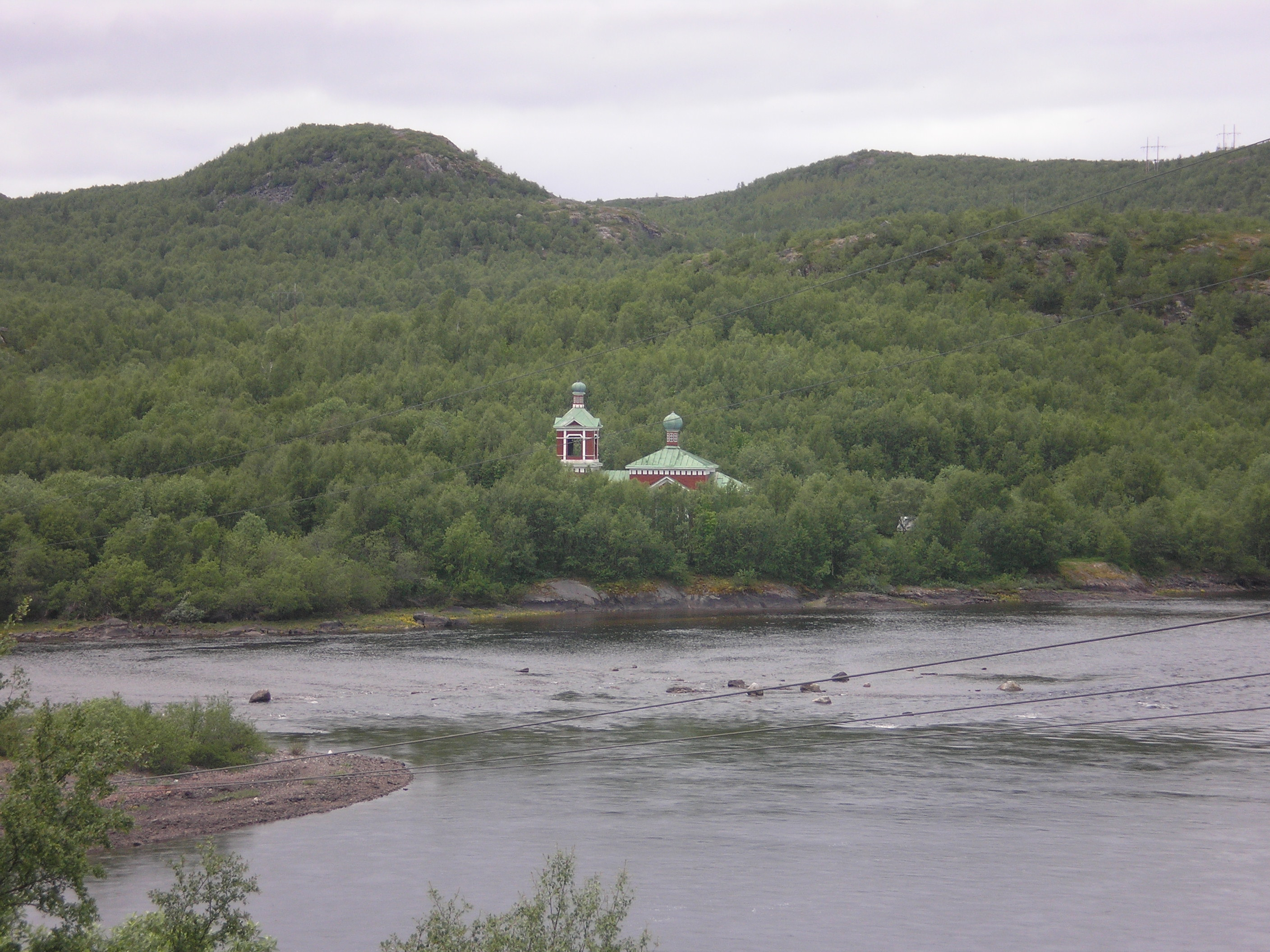
Kyrkan i Borisoglebsk sedd över Pasvikälven

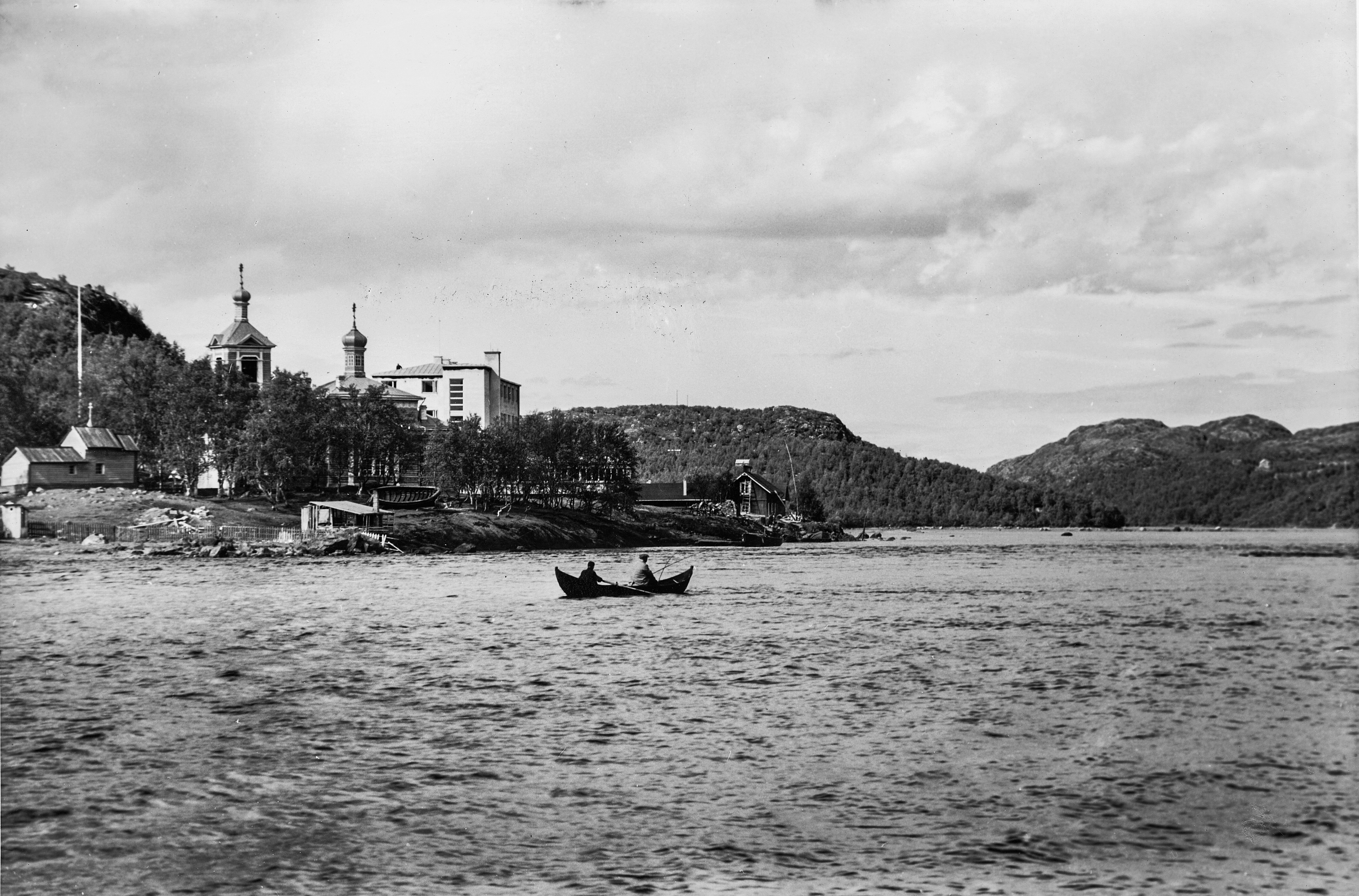
Pasvikälven med Borisglebsk, 1930-talet. Foto: Aarne Pietinen

Borisoglebsk (skoltsamiska: ?, ryska: Борисоглебский, Borisoglebsk, norska: Skoltfossen eller Boris Gleb, finska Kolttaköngäs) är ett samhälle i Petjenga distrikt i Murmansk oblast i Ryssland, nära Pasvikälvens utlopp i Norra ishavet, vid den tidigare Skoltefossen i Pasvikälven. År 2010 fanns 21 invånare i Borisoglebsk.
Trifon av Petsamo var missionär bland skoltsamerna och lät bygga de rysk-ortodoxa kyrkorna i Borisoglebsk 1565 och Sankt Georgkapellet i Neiden samma år. Namnet Borisoglebsk kommer från de ryska helgonen Boris och Gleb, som spelat en viktig roll inom den rysk-ortodoxa kyrkan. Det första kapellet i Borisoglebsk var en enkel, liten timmerbyggnad, som blev skoltsamernas viktigaste kyrka. De båda kyrkorna i Borisoglebsk och Neiden tillhörde samma församling, fram till 1764 under Petsamo kloster. Skoltsamerna i trakten hade sitt vår- och sommarviste i Borisoglebsk och en stor bosättning med bostadshus vid älven strax söder om kyrkan.
Gränsen mellan Norge och Ryssland fastställdes i Avtalet om gräns mellan Norge och Ryssland, som undertecknades i Sankt Petersburg i Ryssland den 14 maj 1826 av Karl XIV Johan/Karl III Johan av Sverige och Norge och tsar Nikolaj I av Ryssland. Från 1500-talet hade Varangerfjorden räknats som gräns mellan länderna, men gränsen var inte formellt utstakad längre in i landet. Mot bakgrund av dess historiska religiösa anknytning till Ryssland lades ett knappt fyra kvadratkilometer stort område runt kyrkan i Borisoglebsk till detta land, även om det låg på den "norska sidan" av Pasvik älv. Norge fick som kompensation hela området mellan den nedre delen av Pasvik älv och Jakobs älv.
Mellan 1872 och 1874 byggdes en ny kyrka i Borisoglebsk nära den tidigare. Dess församling var 148 skoltsamer. Kyrkan skadades svårt av brand 1944, och hade då upphört att vara en aktiv kyrka. Den återställdes mellan 1982 och 1992, då den återinvigdes.
Under perioden 1920–1944, då området var en del av Finland, var Borisoglebsk, då under namnet Kolttaköngäs, en omtyckt turistort med först ett stort turisthärbärge och senare Kolttakönkään Hotelli, som ägdes av Turistföreningen i Finland. Detta hotell förstördes under vinterkriget, men ett nytt hotell byggdes av den tyska ockupationsmakten. Detta blev i sin tur förstört mot slutet av andra världskriget hösten 1944, liksom de närliggande ortodoxa, gamla och nya, kyrkobyggnaderna, i samband med att Röda armén återtog området från tyskarna.
Borisoglebsks kraftverk byggdes mellan 1960 och 1964 och drivs av kraftföretaget TGK-1 (ryska: ТГК-1, Territorialnaya generiruyushchaya kompaniya No 1).
Den ryska gränsstationen vid Europaväg E105 på andra sidan Pasvikälven öster om enklaven Borisoglebsk, och som ligger i omedelbar närhet av den norska gränsstationen Storskog, heter också Borisoglebsk.

## Bilder

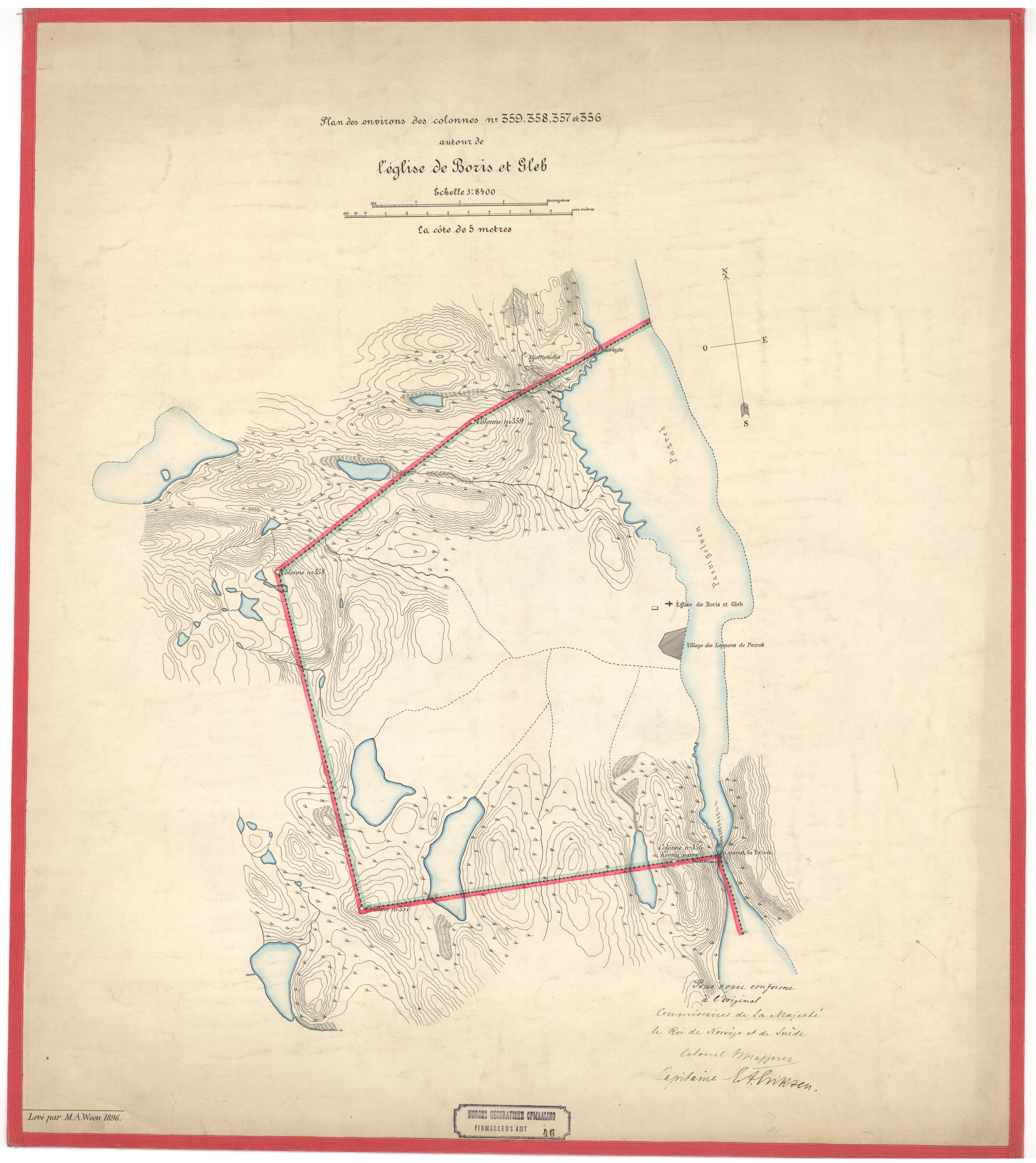
Karta över Borisoglebsk 1896
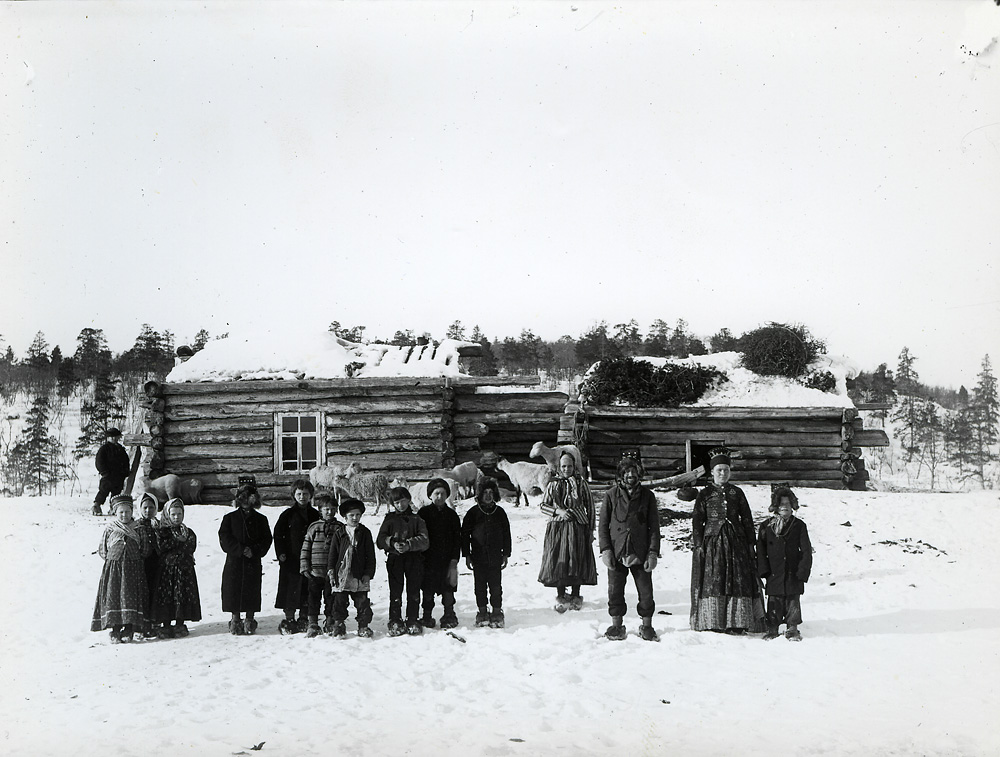
Vuxna och barn framför byggnad i Borisglebsk. Foto: Ellisif Wessel
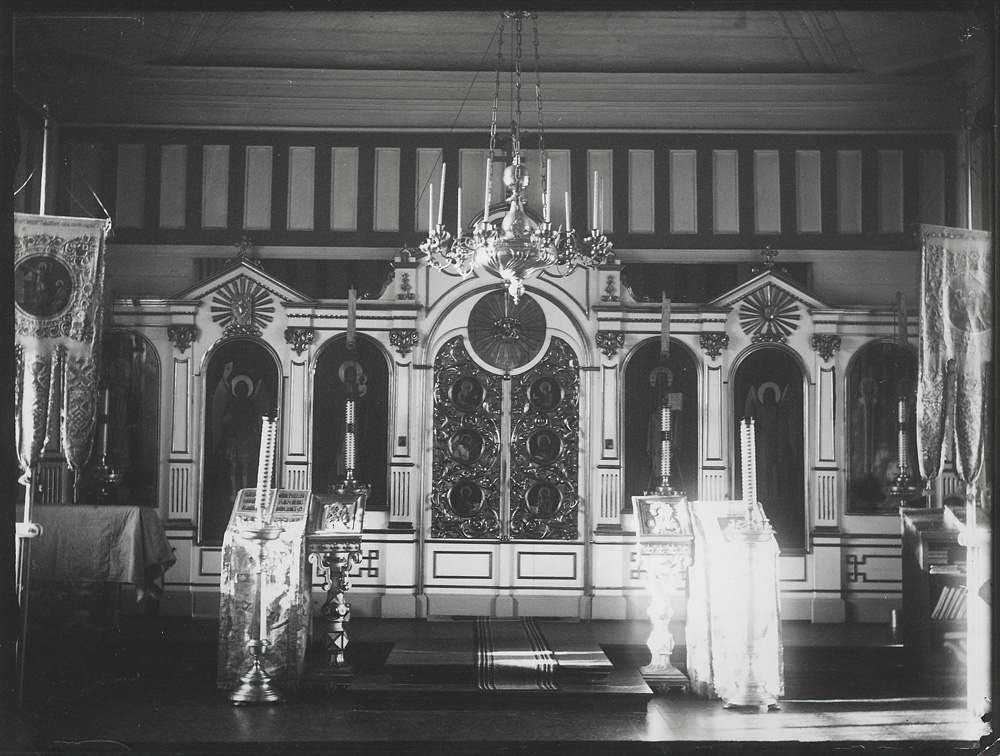
Interiör av kyrkan, 1907. Foto: Ellisif Wessel
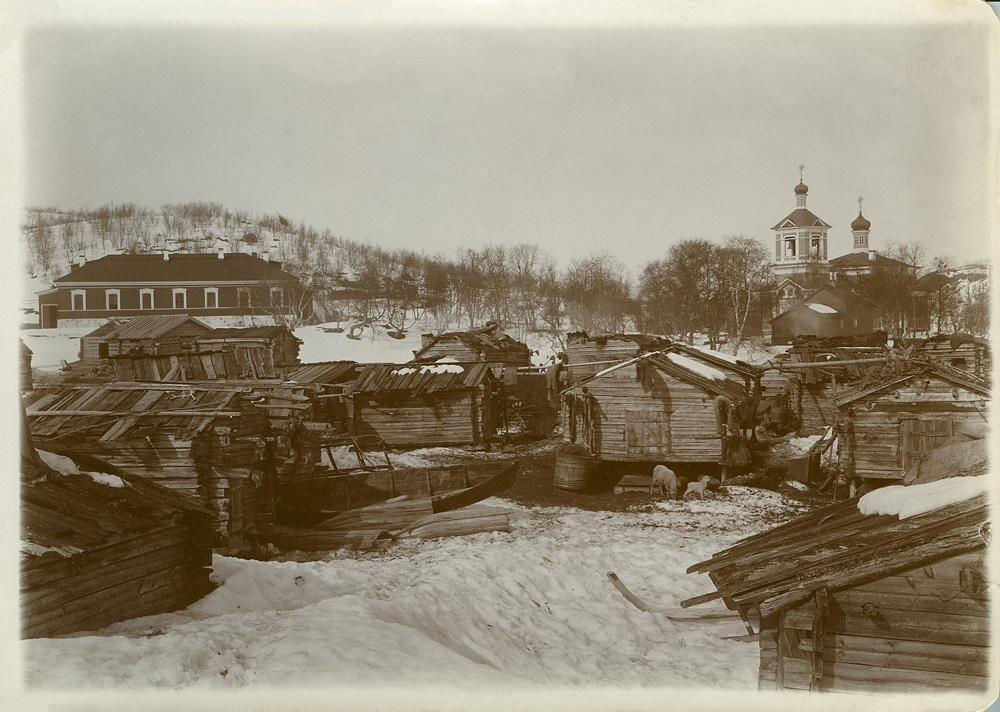
Bosättning i Borisglrbsk. Foto:Ellisif Wessel
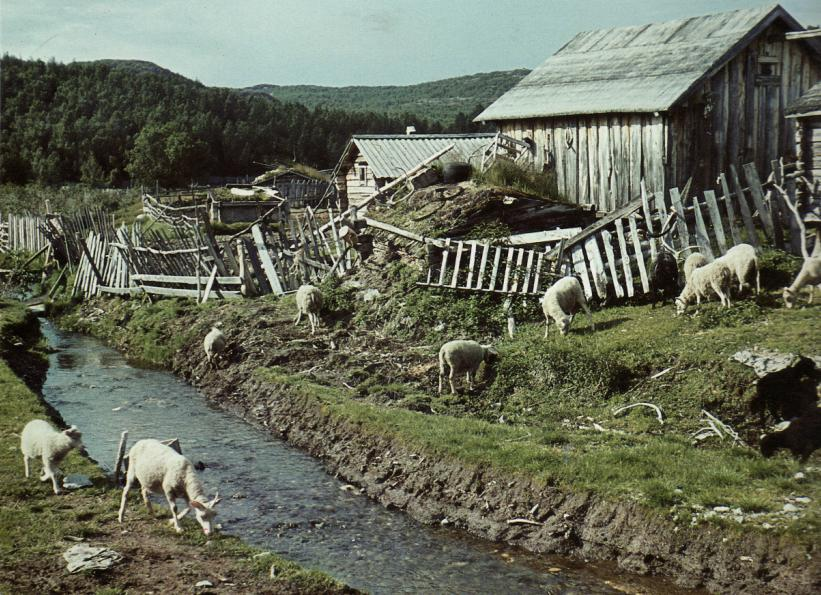
Borisglebsks skoltsameby 1939. Foto: Hans Wagner
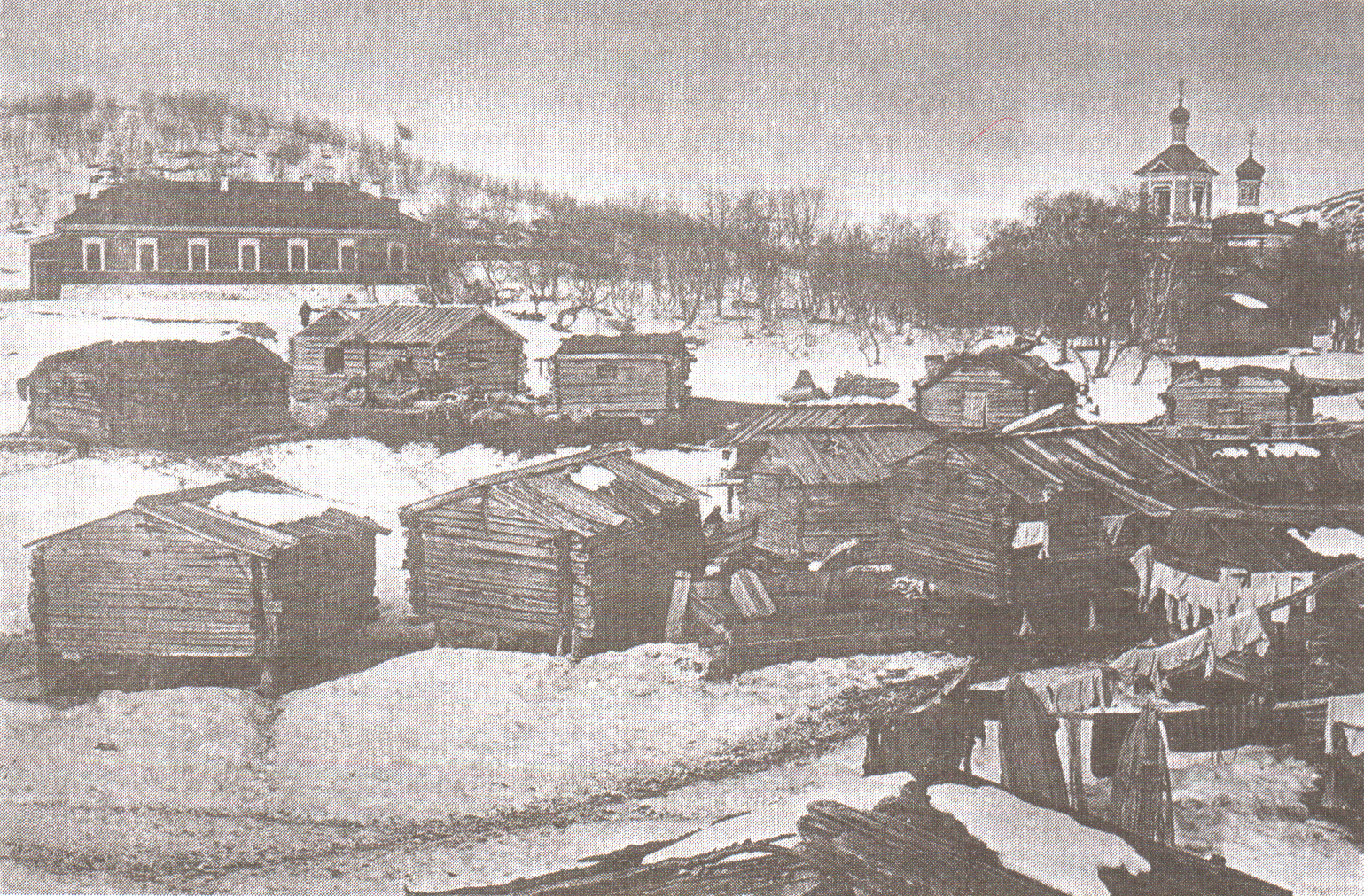
Samebyn 1911
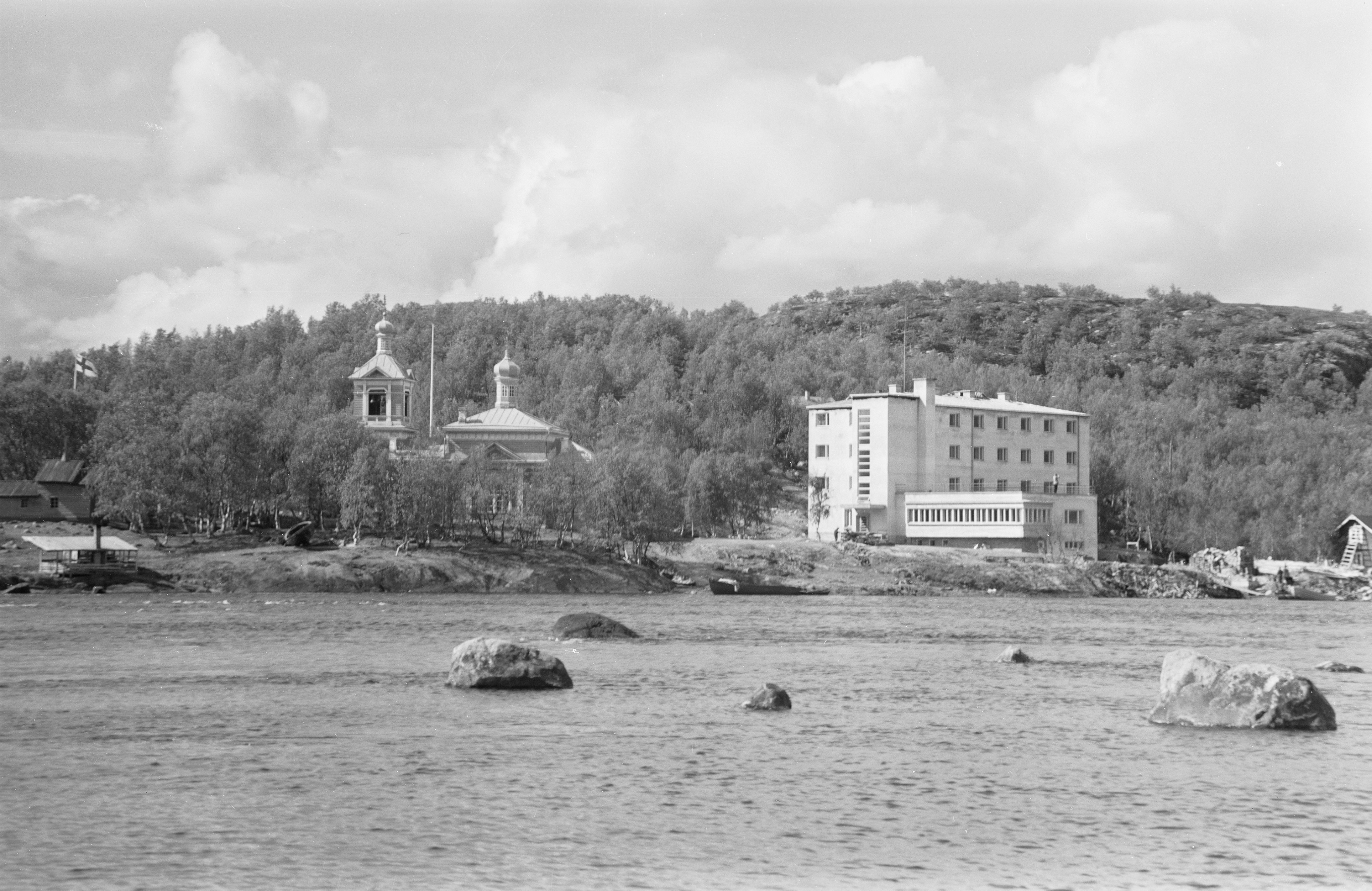
Kolttaköngäs turisthotell 1939, med den ortodoxa kyrkan till vänster.
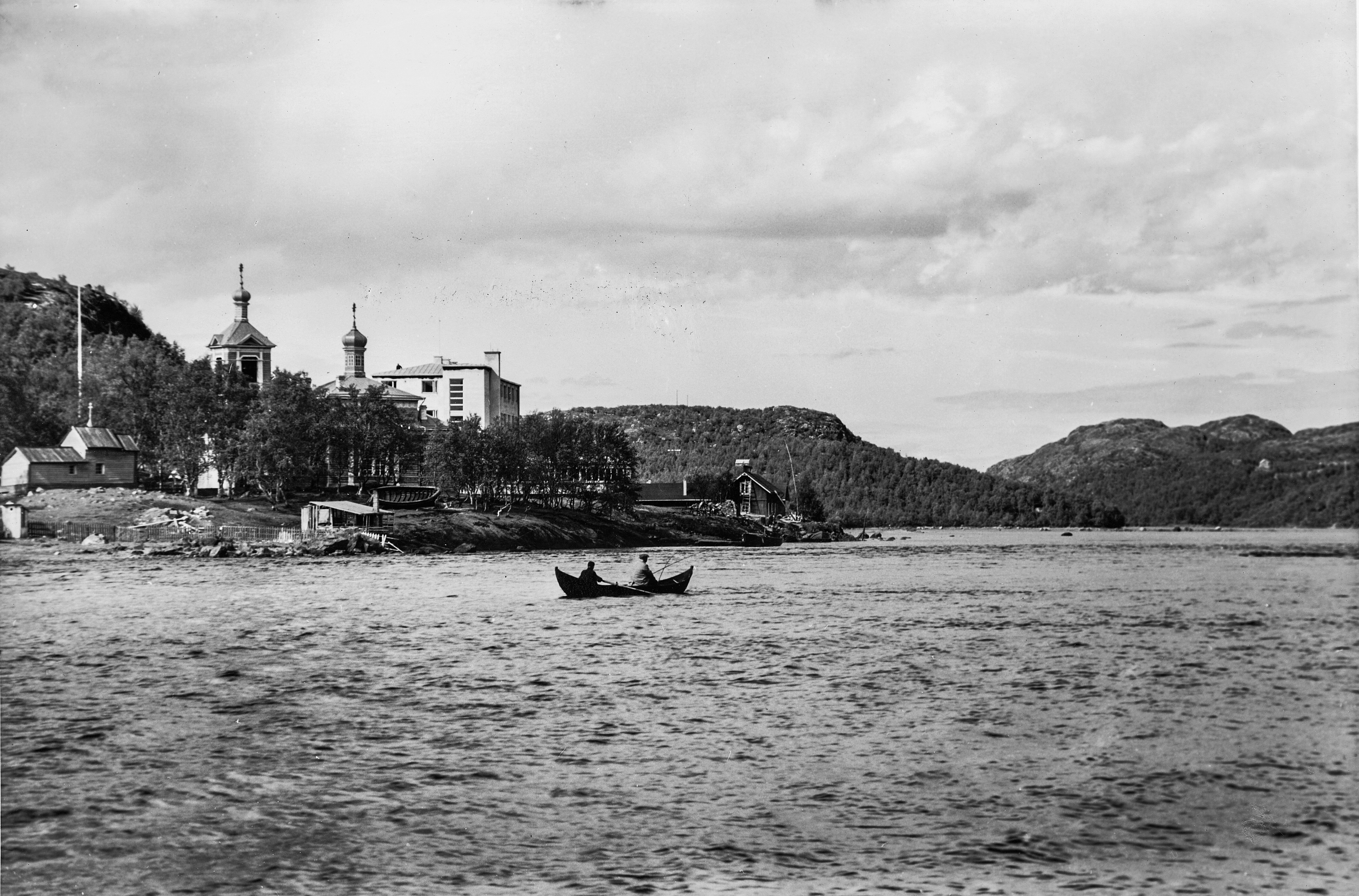
Vy från Pasvik älv över kyrkan och hotellet, 1930-tal